# Ken’ichi Ego
Ken’ichi Ego (japanisch 江後 賢一 Ego Ken’ichi; * 7. Juni 1979 in der Präfektur Hyōgo) ist ein ehemaliger japanischer Fußballspieler.

## Karriere
Ego erlernte das Fußballspielen in der Jugendmannschaft von Nagoya Grampus Eight und der Universitätsmannschaft der Juntendo-Universität. Seinen ersten Vertrag unterschrieb er 2002 bei den Ventforet Kofu. Der Verein spielte in der zweithöchsten Liga des Landes, der J2 League. 2003 wechselte er zum Drittligisten SC Tottori. 2006 wechselte er zum Zweitligisten Ehime FC. Für den Verein absolvierte er 123 Ligaspiele. Ende 2010 beendete er seine Karriere als Fußballspieler.